# Cyclosa mulmeinensis
A Cyclosa mulmeinensis é uma espécie de aranha nativa da região da Indochina, capaz de criar "clones" de si mesma para despistar seus predadores.